# No me conoce
Singles par Jhay Cortez
Costear
(2019) Deséame Suerte
(2019)
Singles par J Balvin
Con Altura
(2019) Loco Contigo
(2019)
Singles par Bad Bunny
Soltera (remix)
(2019) Qué Pretendes
(2019)
No Me Conoce est une chanson du chanteur portoricain Jhay Cortez sorti le 22 février 2019 en tant que troisième single de son album Famouz.
Une remix sort en mai 2019 avec le chanteur colombien J Balvin et le chanteur portoricain Bad Bunny. Cette remix marque la seconde collaboration entre J Balvin et Bad Bunny après I Like It.

## Réception
Matthew Ismael Ruiz de Vulture a qualifié la chanson de "romp qui divise la différence entre le riddim classique reggaetón et les atmosphères tourbillonnantes de trap ". Écrire pour  Noisey, Gary Suarez a déclaré à propos du remix qu'il "présente les compétences de Jhay Cortez en tant que crocheteur popwise et cracheur habile plus que capable de lutter contre deux des actes les plus connus d'urbano."

## Classements

### Classements hebdomadaires
| Chart (2019)                | Meilleure position |
| --------------------------- | ------------------ |
| Bolivie (Monitor Latino)    | 14                 |
| Porto Rico (Monitor Latino) | 1                  |
| Espagne (PROMUSICAE)        | 4                  |

| Chart (2019)                      | Meilleure position |
| --------------------------------- | ------------------ |
| Argentine (Hot 100)               | 4                  |
| Colombie (National-Report)        | 13                 |
| République dominicaine (SODINPRO) | 1                  |
| États-Unis (Hot 100)              | 71                 |
| États-Unis (Hot Latin Songs)      | 4                  |
| États-Unis (Latin Airplay)        | 2                  |
| États-Unis (Latin Rhythm Airplay) | 2                  |

### Classements annuels
| Chart (2019)                 | Position |
| ---------------------------- | -------- |
| États-Unis (Hot Latin Songs) | 9        |
| Chart (2020)                 | Position |
| États-Unis (Hot Latin Songs) | 20       |

## Certifications
| Région                                                                     | Certification        | Ventes/Streams |
| -------------------------------------------------------------------------- | -------------------- | -------------- |
| Italie (FIMI)                                                              | Or                   | 35,000*        |
| Espagne (PME)                                                              | 4 × Platine          | 160,000^       |
| États-Unis (RIAA)                                                          | 20 × Platine (Latin) | 1,200,000^     |
| xNon précisé par la certification ‡ventes/streaming selon la certification |                      |                |